# Académie des arts de Banská Bystrica
L'Académie des arts de Banská Bystrica (Akadémia umení v Banskej Bystrici), créée en 1997, est un établissement slovaque d'enseignement supérieur et de recherche public qui regroupe trois facultés :
- Faculté des arts dramatiques (Fakulta dramatických umení)
- Faculté des arts de la musique et de la scène (Fakulta muzických umení)
- Faculté des beaux-arts (Fakulta výtvarných umení)

L'Académie des arts de Banská Bystrica est indépendante de l'université Matej-Bel.

## Recteurs
- Alexander Melicher (sk), violoniste et musicologue, 1998-2000
- Vojtech Didi (sk), compositeur et chef d'orchestre[1], 2000-2003
- Zuzana Martináková (sk), musicologue, intérim 2003-2004
- Vojtech Didi (sk), pour la deuxième fois, 2004-2008[1]
- Matúš Oľha (sk), metteur en scène, 2008-2016[2],[3]
- Michal Murin (sk), spécialiste des installations, des performances, des arts conceptuels et numériques, depuis le 20 février 2020[4]